# Plectranthias intermedius
Plectranthias intermedius là một loài cá biển thuộc chi Plectranthias trong họ Cá mú. Loài này được mô tả lần đầu tiên vào năm 1973.

## Phân bố và môi trường sống
P. intermedius có phạm vi phân bố nhỏ hẹp ở vùng biển Tây Bắc Ấn Độ Dương. Hai mẫu vật của nó đều được tìm thấy duy nhất tại quần đảo Socotra trong vịnh Aden với độ sâu được ghi nhận trong khoảng từ 190 đến 290 m.

## Mô tả
Chiều dài cơ thể lớn nhất của P. intermedius được ghi nhận có kích thước khoảng 8,9 cm. Màu sắc của các mẫu vật khi còn tươi không được ghi lại. P. intermedius chỉ được mô tả qua các mẫu vật đã bảo quản trong rượu. Cơ thể có màu trắng nhạt với một dải màu đen hoặc một hàng các đốm nhỏ ở gốc gai vây lưng, tiếp tục kéo dài xuống bên dưới phần vây mềm sau khi bị ngắt quãng ở giữa, kết thúc ở giữa rìa trên cuống đuôi. Có một đốm đen nhỏ ở gốc vây lưng và một dải màu đen ở gốc vây đuôi (mờ dần khi ngâm rượu lâu hơn). Vây bụng không chạm đến được hậu môn. Vây đuôi xẻ thùy. Mắt của chúng khá to.
Số gai ở vây lưng: 10 (gai thứ 4 dài nhất); Số tia vây mềm ở vây lưng: 17; Số gai ở vây hậu môn: 3; Số tia vây mềm ở vây hậu môn: 6 - 7; Số tia vây mềm ở vây ngực: 14 - 15; Số tia vây mềm ở vây đuôi: 13.